# Li Chao (szachista)
Li Chao (chiń. 李超; pinyin Lǐ Chāo; ur. 21 kwietnia 1989 w Taiyuan) – chiński szachista, arcymistrz od 2007 roku.

## Lista sukcesów turniejowych
- 2005 – World Junior Chess Championship Istanbul - pierwsza norma arcymistrzowska
- 2006 – Singapore Master International Open Tournament - IV miejsce (dzielone)
- 2007 – Aeroflot Open - druga norma arcymistrzowska
- 2007 – Lake Sevan Tournament Erevan - trzecia i ostatnia norma arcymistrzowska
- 2007 – Scandinavian Chess Tournament - I miejsce
- 2007 – Dato Arthur Tan Malaysia Open - I miejsce
- 2007 – Gloria Macapagal Arroyo Cup - I miejsce
- 2008 – Dubai Open - I miejsce (dzielone)
- 2008 – Second Phillipine International Open - I miejsce
- 2008 – Dato Arthur Tan Malaysia Open - I miejsce
- 2010 – I m. w turnieju Corus-C w Wijk aan Zee
- 2010 – dz. I m. w turnieju Doeberl Cup w Canberze
- 2011 – złoty medal letniej uniwersjady w Shenzhen
- 2013 – złoty medal indywidualnych mistrzostw Azji w Pasay, dwa medale letniej uniwersjady w Kazaniu (brązowy indywidualnie oraz złoty w klasyfikacji drużynowej)
- 2014 – I m. w Reykjavíku, I m. w Heusenstamm[3]
- 2015 – dz. I m. w Cappelle-la-Grande (wspólnie z Wołodymyrem Oniszczukiem)[4], I m. w Deizisau (turniej Neckar-Open)[5].

Wielokrotnie reprezentował Chiny w turniejach drużynowych, m.in.:
- trzykrotnie na olimpiadach szachowych (w latach 2008, 2010, 2012)[6],
- dwukrotnie na drużynowych mistrzostwach świata (w latach 2011, 2013); trzykrotny medalista: wspólnie z drużyną – dwukrotnie srebrny (2011, 2013) oraz indywidualnie – brązowy (2011 – na III szachownicy)[7],
- na drużynowych mistrzostwach Azji (w roku 2012); dwukrotny medalista: wspólnie z drużyną – złoty (2012) oraz indywidualnie – brązowy (2012 – na III szachownicy)[8],
- dwukrotnie na olimpiadach szachowych juniorów do 16 lat (w latach 2002, 2004); dwukrotny medalista: wspólnie z drużyną – dwukrotnie złoty (2002, 2004)[9].

Najwyższy ranking w dotychczasowej karierze osiągnął 1 czerwca 2016, z wynikiem 2758 punktów zajmował wówczas 15. miejsce na światowej liście FIDE, jednocześnie zajmując 2. miejsce (za Dingiem Lirenem) wśród chińskich szachistów.